# 主婦A子
主婦A子（しゅふ エーこ）は日本の料理研究家、WEBライター。東京都出身、神奈川県茅ヶ崎市在住。自身の執筆するWEB記事では、週刊誌やゴシップ記事をにぎわせる主婦A子さんとは違う、もう少し健全な方の主婦A子です、とことわりを入れる。

## 人物
料理研究家として2014年よりレシピサイト「主婦A子のレシピ」を運営。フリーランスとなる以前にDTP及びWEBデザイナーとしてデザイン事務所、アパレルのネットショップに勤務しており、主婦A子のレシピもデザインから撮影、調理まで、すべて一人で制作している。
2017年7月、「主婦A子のレシピ」が書籍化。『主婦A子の絶品おうちごはん』としてKADOKAWAより出版されている。
本名、顔出しNG。
普段の家庭料理の他、給食･老人介護の調理師、居酒屋、ラーメン店での調理経験から、定番料理にもひと手間を加えたオリジナル性のあるレシピを得意とする。株式会社バーグハンバーグバーグが運営するウェブメディア「ヌートン」にて、「料理研究家がブタメンを本気で作ってみた」などの「本気（マジ）レシピシリーズ」、企業や生産農家のPR記事を書くWEBライターとしても活動している。

## レシピサイト、主婦A子のレシピ
和食から洋食、中華、イタリアンまで、レシピ数は300以上。
一般的な家庭料理以外に自家製ラーメンのページもあり、豚骨や鶏ガラを煮込んだラーメンスープや自家製麺、煮玉子、チャーシューなど。カレーやチャーハン、和風パスタやロメスパ風炒めスパゲティなども。

## 著書
- 『主婦A子の絶品おうちごはん』 KADOKAWA / 角川マガジンズ (2017/7/13) ISBN 978-4048960342